# キジル石窟
キジル石窟（キジルせっくつ、中国語：克孜爾石窟、Kèzīĕr shíkū、ウイグル語：Qizil Ming Öy）は、中華人民共和国新疆ウイグル（維吾爾）自治区アクス（阿克蘇）地区バイ（拝城）県キジル（克孜爾）郷にある仏教石窟寺院の遺跡群。キジル千仏洞、キジル石窟寺院とも呼ばれ、新疆では最大の石窟である。
1961年公布の中華人民共和国全国重点文物保護単位の一つに指定されている。2014年には「シルクロード:長安-天山回廊の交易路網」の一部として世界遺産に登録された。

## 名称
キジル石窟の「キジル(Qizil)」とは、ウイグル語で「赤い」という意味であり、この辺一帯の赤い岩肌にちなんだものと思われる。そのため、中国では克孜爾石窟（克孜爾千仏洞）の他に赫色爾石窟 (Hèsèĕrshíkū) とも呼ばれている。

## 地理
行政的には中華人民共和国・新疆ウイグル（維吾爾）自治区・アクス（阿克蘇）地区・バイ（拝城）県・キジル（克孜爾）郷にあり、クチャ（庫車）市の西方70キロメートル、バイ県城の東方50キロメートルに位置する。地形的にはムザルト川の北岸にあるミンウイ・タグ（千仏洞山）の岩壁にあり、近くにはポプラや柏楊などの樹木が繁り、畑や果樹園も造られている。一方の南岸には赤いチャール・タグ（荒涼の山）の山々が連なる。

## 外観

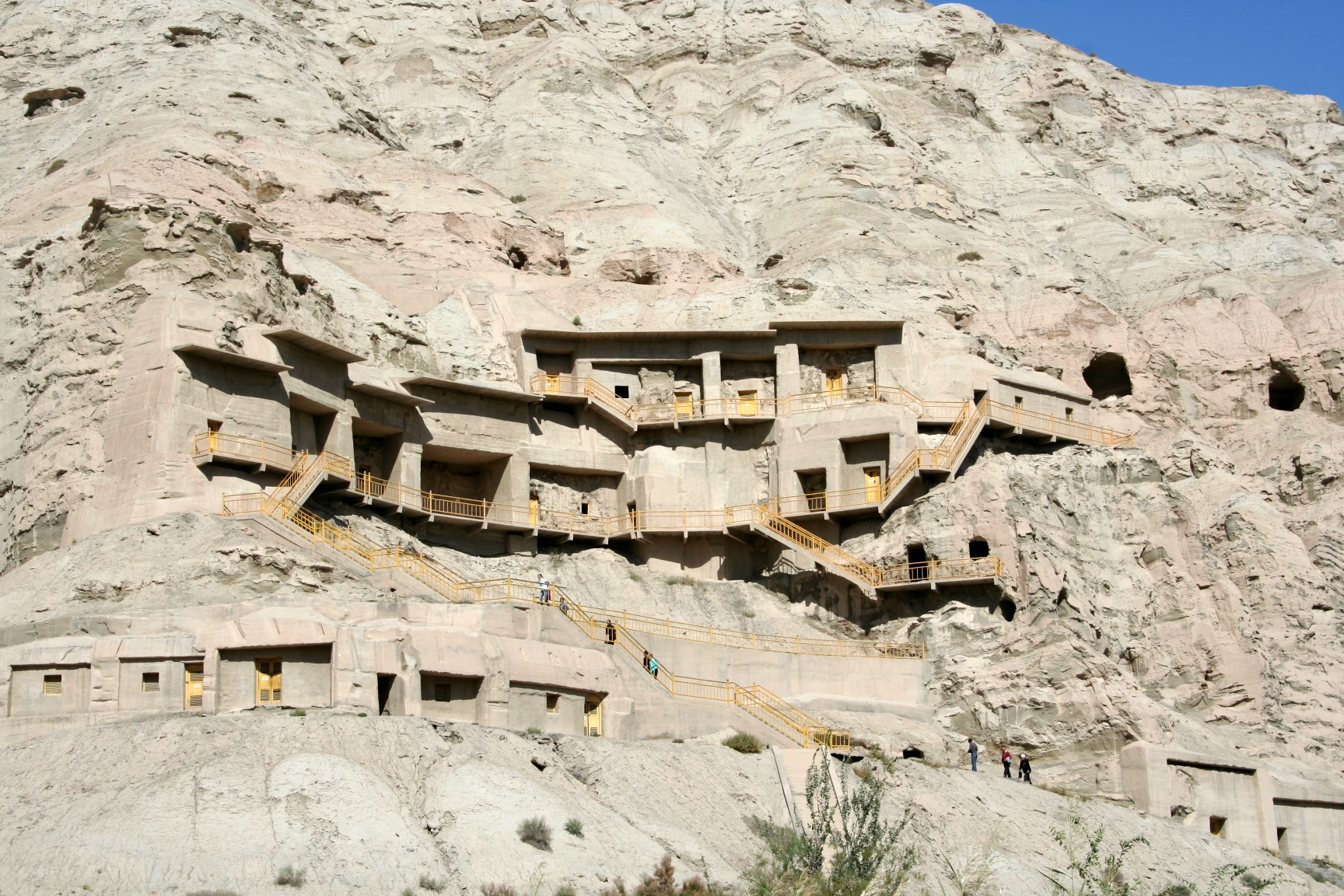
キジル石窟（2006年10月撮影）

石窟のある岩山はかなりの凹凸があり、高さは5、60メートルもある。その中腹から下方にかけて石窟が掘られている。崖の中央には小さな渓谷が崖面と直角にあってその奥にも石窟が掘られている。
建築方法や壁画はその多くがインドやペルシア風であり、ル・コックが言うようにヨーロッパ風にも見える。

## 歴史

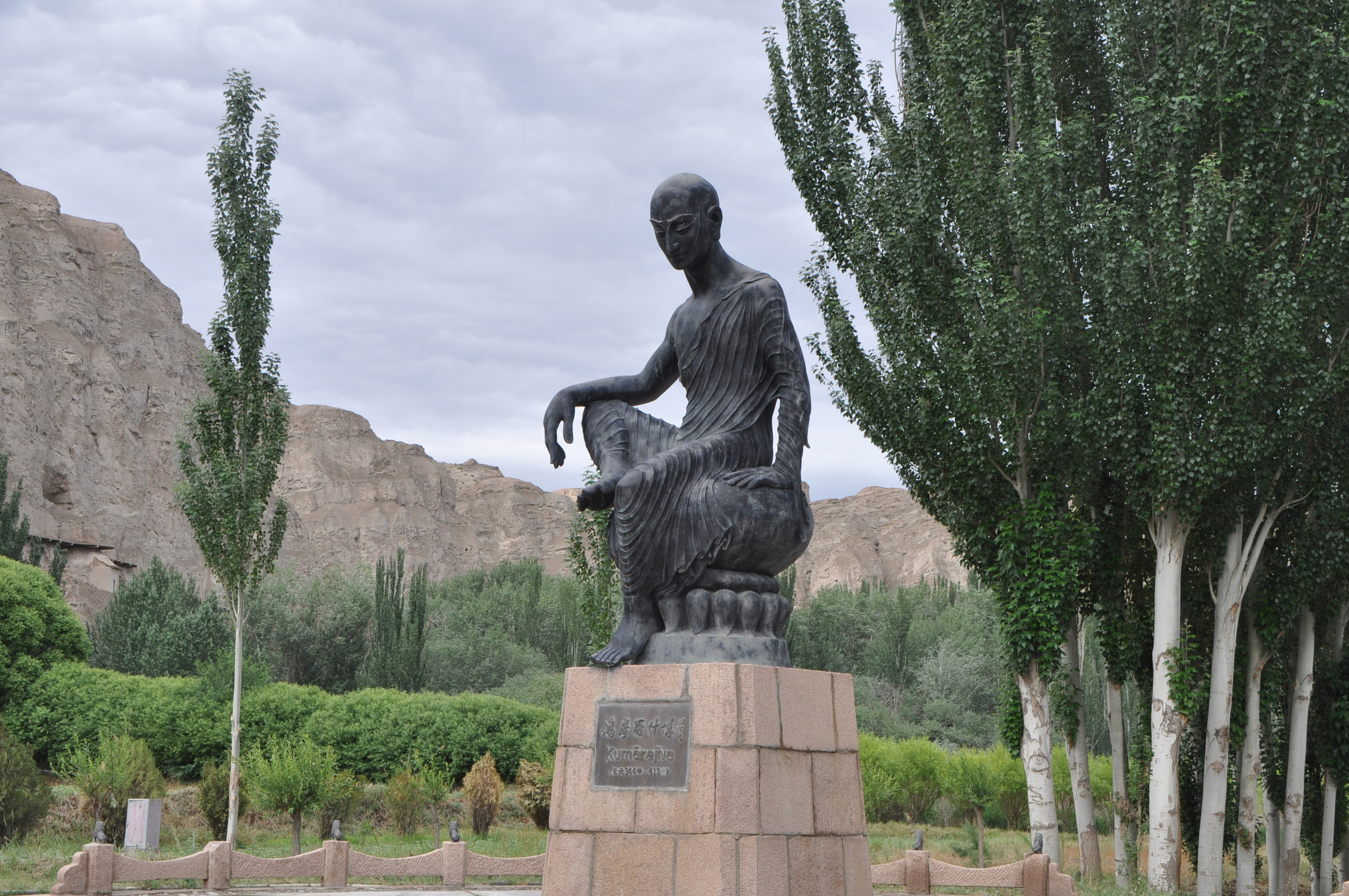
キジル石窟前の広場に最近建てられた鳩摩羅什の像

キジル石窟が造られたのが3世紀の中頃から8世紀の間とされており、その時代にこの地を支配していたのは古代仏教王国の亀茲（きゅうし）国であった。亀茲国は早い時期から仏教を信奉しており、4世紀中頃の『出三蔵記集』には「時に亀茲の僧衆一万余人」、「寺が甚だ多く、修飾至麗たり。王宮は立仏の形像を彫鏤し、寺と異なるはなし」などと記録されている。
亀茲国にいつごろ仏教が伝わったのかは明らかでないが、中国側の史料によれば、すでに3世紀末から4世紀初めにかけて相当数の亀茲出身の僧侶が中国で仏典翻訳に従事していたという。中でも有名なのが4世紀前半から5世紀前半に活躍した亀茲出身の鳩摩羅什（クマーラジーヴァ、Kumārajīva）である。

## 研究史
20世紀の初めは中央アジアの探検が盛んであり、ドイツのグリュンヴェーデル（1906年）やル・コック（1913年、1914年）、日本の大谷探検隊（1909年、1913年）など、各国の研究者がキジル石窟に訪れて調査を行った。特にル・コックは石窟の壁画を大量に切り取ってベルリンに持ち帰り、民族学博物館に陳列した。これによってキジル石窟の貴重な壁画が破壊されたため、現在は無残な状態となっている。1953年以来、中国政府は石窟の調査と修理保存工作を進めている。中国はまず、現地に文物保管所を設置し、石窟の通し番号打ちを始め、東西2キロメートルの範囲に235基の石窟を確認した。1973年にはもう1基発見されたので、現在は236までの石窟番号がつけられている。

## 各石窟の名称
現在は中国によって236の通し番号が西の方からつけられているが、ドイツ隊が発見した時はいくつかの石窟に西の第一区から独特の名称がつけられた。
- 暖炉洞（第4窟）
- フレスコ床洞（第7窟）
- 十六剣士洞（第8窟）
- 菩薩天井洞（第17窟）
- 日神思惟洞（第34窟）
- 音楽洞（第38窟）
- 着兜者洞（第5窟）
- 迦葉洞（第63窟）
- 紅穹窿洞（第67窟）
- 孔雀洞（第76窟）
- 像洞（第77窟）
- 地獄釜洞（第80窟）
- 雌猿洞（第92窟）
- 階段洞
- 海馬洞（第118窟）
- 航海者洞
- 瘤牛車洞
- 財宝洞
- 画家洞
- 悪魔洞（第198窟）
- 小峡谷高所洞（第182窟）
- 付属洞（第185窟）
- 騎士洞
- マヤ洞（第224窟）
- アジアタシャートル洞
- 洗足洞
- 日本人洞
- 最大洞
- 唅綬鳩洞

## 石窟の創建時期
キジル石窟は3世紀の中頃から8世紀の間に造られ、その石窟の構造や壁画の様式から大きく4つの時期に分けられる。
1. 三国時代（220年 - 280年）…代表的な石窟が第17窟であり、第47、48、69窟などもこれに該当する。
2. 西晋時代（265年 - 317年）…第7、13、14、38、85、106、114、173、175、178、180、195窟がこれに該当する。
3. 南北朝時代から隋代（420年 - 618年）…第8、27、32、34、58、64、80、92、97、98、99、100、101、104、110、126、163、171、179、185、192、193、196、198、199、205、206、207、219、224窟がこれに該当する。
4. 晩唐時代（763年 - 907年）…第33、43、67、76、81、107、116、117、118、123、129、132、135、160、161、165、166、167、176、184、186、188、212、227、229窟がこれに該当する。

## 構造による分類
236の石窟を構造によって分類すると、以下の5種類になる。
1. ヴォールト天井の長方形窟で、奥壁に仏龕がある。その後に隧道の回廊がある。この構造がキジル石窟にもっとも多いが、これはバーミヤーンの坐仏龕といわれる石窟の構造から変化したものである。（例：アジアタシャートル洞）
2. ラテルネンデッケ天井の方形窟。（例：画家洞）
3. ドーム天井の方形窟。（例：紅穹窿洞）
4. 人字披頂の長方形窟。
5. 藻井（そうせい）天井窟。

## 画像

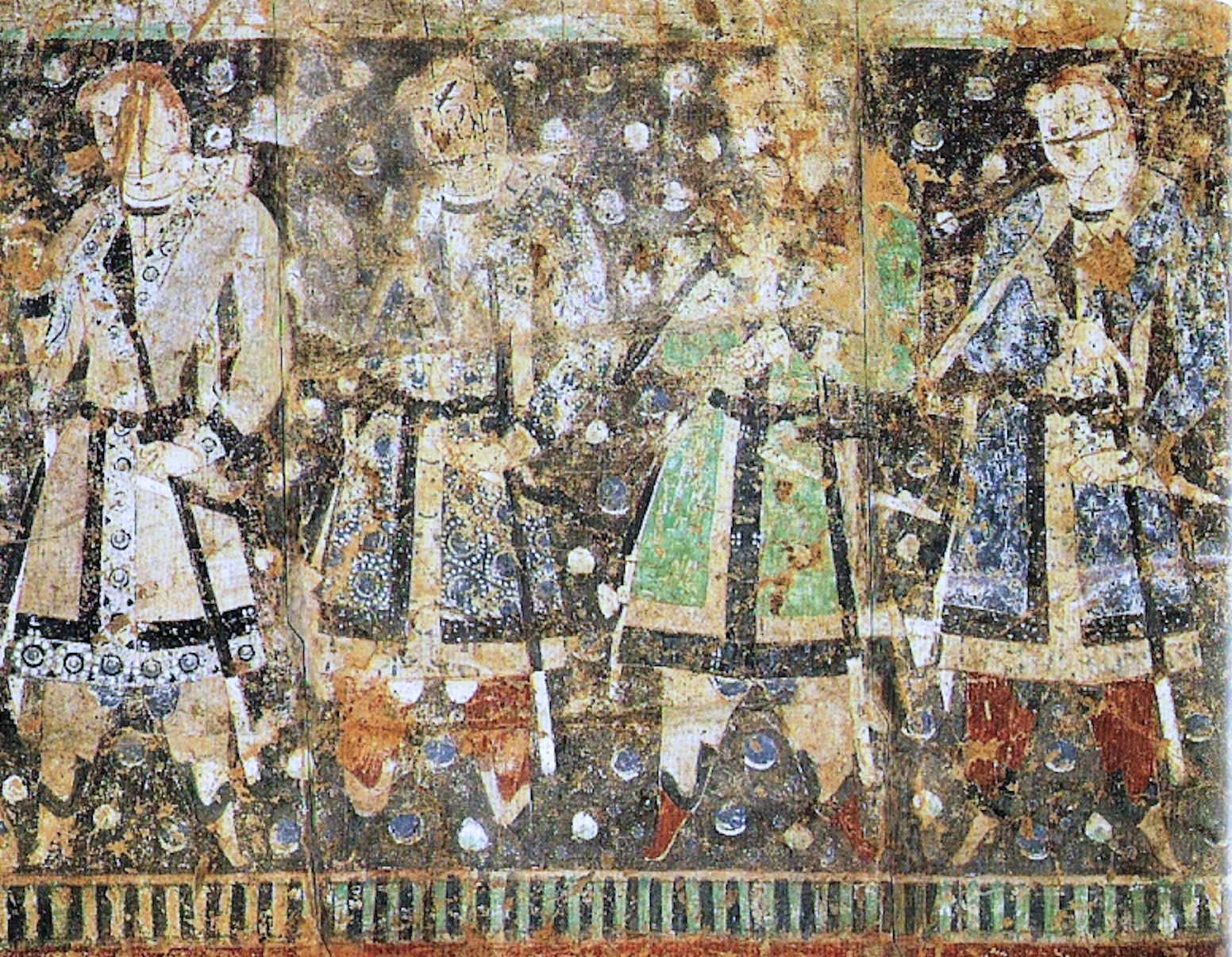
十六剣士洞の騎士像。
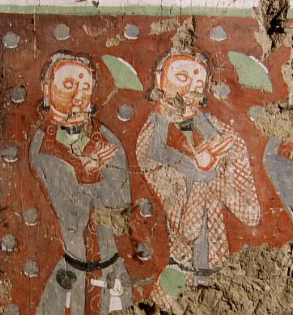
寄進者（3-8世紀）
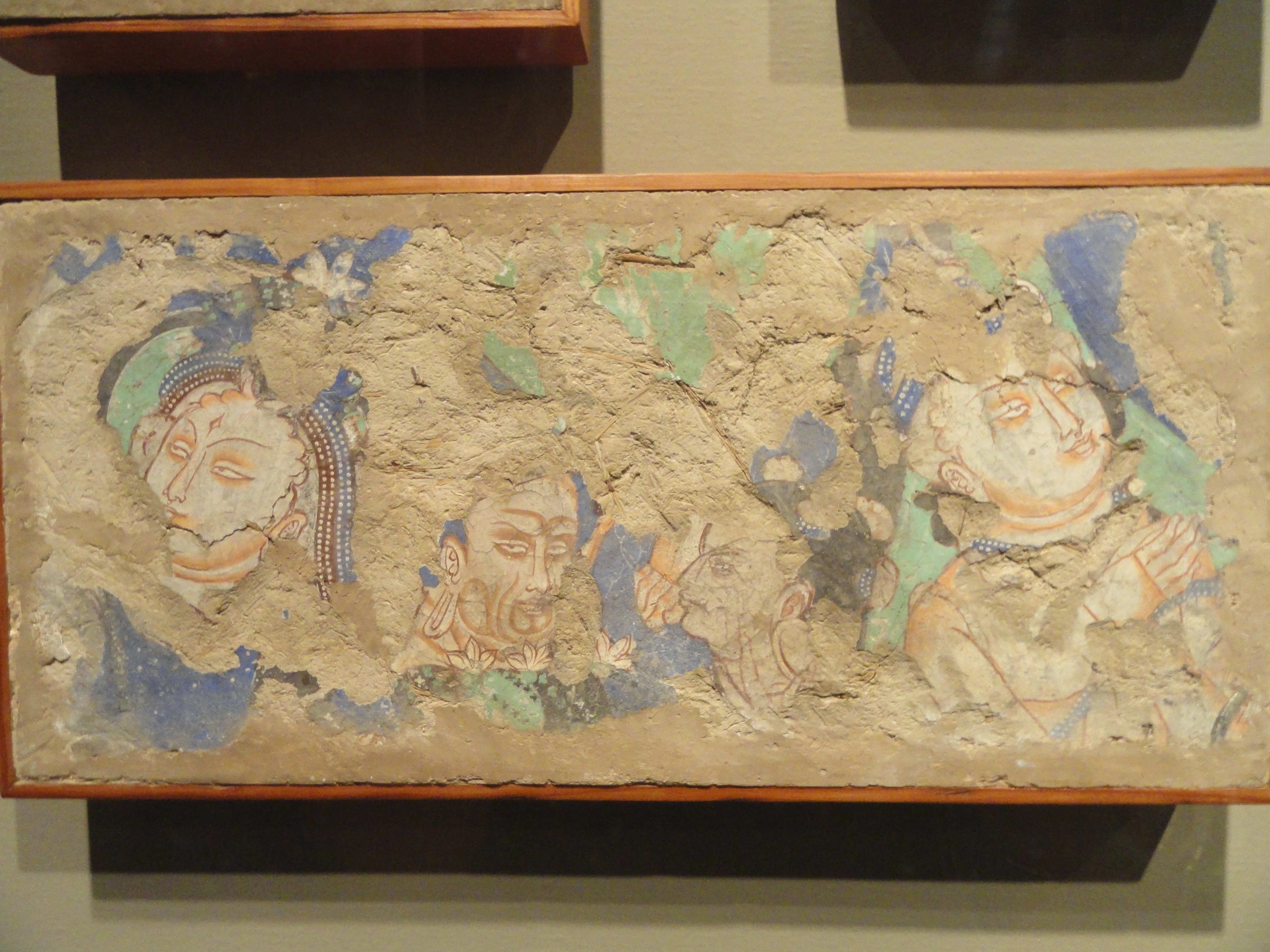
絵の断片。
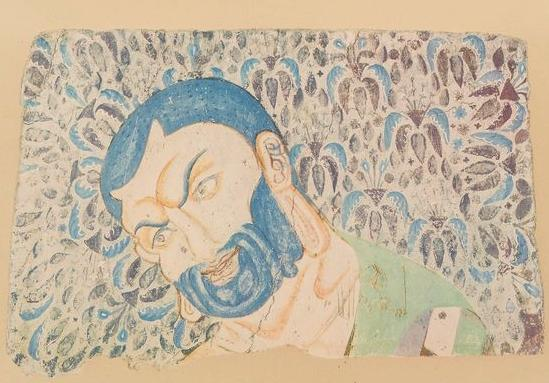
大迦葉の頭部の絵。

## 参考資料
- 樋口隆康『シルクロード考古学第3巻 敦煌から日本へ』（1986年、法蔵館）
- ル・コック（訳：木下龍也）『中央アジア発掘記』（1960年、昭森社）